# Zoltán Kodály
‎
Zoltán Kodály, madžarski skladatelj, etnomuzikolog, pedagog, jezikoslovec in filozof, * 16. december 1882, Kecskemét, Madžarska, † 6. marec 1967, Budimpešta.
Kodaly je bil poleg Bele Bartoka osrednja osebnost madžarske glasbe 20. stoletja. Vse življenje je proučeval glasbeno govorico svoje domovine in skupaj z Bartokom z izvirnim muzikološkim pristopom pomagal ohraniti zakladnico madžarskih ljudskih napevov. Zlitje ljudske tradicije in dosežkov poznoromantične skladateljske veščine je določilo Kodalyjev značilni, lirični in k vokalnemu občutju nagnjeni glasbeni izraz. Avtor suite Hary Janos, Pavovih variacij, Koncerta za orkester, oratorija Psalmus hungaricus, Sonate za violončelo solo in velikanskega opusa zborovskih skladb je v starosti užival izjemen mednarodni ugled.